# Scompartimento n. 6 - In viaggio con il destino
Scompartimento n. 6 - In viaggio con il destino (Hytti nro 6) è un film del 2021 diretto da Juho Kuosmanen.
Adattamento cinematografico del romanzo Scompartimento n. 6 (2011) di Rosa Liksom, è stato presentato in concorso al 74º Festival di Cannes, dove ha vinto il Grand Prix Speciale della Giuria. È stato scelto per rappresentare la Finlandia nella categoria per il miglior film internazionale ai premi Oscar 2022.

## Trama
A Mosca, una ragazza finlandese sale su un treno diretto a Murmansk per sfuggire a una tormentata storia d'amore e andare a visitare il sito dei petroglifi, trovandosi a dividere il vagone letto con un giovane minatore russo durante il lungo viaggio.

## Promozione
Il trailer del film è stato diffuso online il 17 giugno 2021.

## Distribuzione
Il film è stato presentato in anteprima il 10 luglio 2021 alla 74ª edizione del Festival di Cannes, in concorso. È stato distribuito nelle sale cinematografiche italiane da BiM Distribuzione a partire dal 2 dicembre 2021.

## Riconoscimenti
- 2021 – Festival di Cannes[2][3]
  - Grand Prix Speciale della Giuria
  - Menzione speciale al Premio della Giuria Ecumenica
  - In concorso per la Palma d'oro
- 2022 – Golden Globe
  - Candidatura per il miglior film in lingua straniera